# John Meresden
John Meresden MD DD (falecido em 7 de janeiro de 1424 ou 1425) foi Cónego de Windsor de 1413 a 1425.

## Carreira
Ele foi nomeado:
- Reitor de Thurcaston, Lincolnshire

Ele foi nomeado para a primeira bancada na Capela de São Jorge, no Castelo de Windsor, em 1413, e ocupou a posição canónica até 1425.